# 浜田駅
浜田駅（はまだえき）は、島根県浜田市浅井町にある、西日本旅客鉄道（JR西日本）山陰本線の駅である。事務管コードは▲640764。

## 概要
浜田市の中心駅で、全列車が停車する。
当駅を含む山陰本線波根駅 - 益田駅間の各駅を管理する浜田鉄道部の最寄駅である。一部普通列車はこの駅で系統分断される他、江津・出雲市方面と益田駅を結ぶ普通列車は当駅を境に別列車となる。以前は、ブルートレイン・出雲の一部列車が当駅を発着駅としていた。
鉄道敷設法には広島駅 - 当駅間鉄道が記載され、今福線として建設されていたが国鉄再建法で工事が凍結され、三段峡駅まで開通していた区間も2003年（平成15年）に廃止された。

## 歴史
- 1921年（大正10年）9月1日：鉄道省山陰本線都野津駅 - 当駅間延伸時に終着駅として開設[1]。客貨取扱開始[1]。当時は木造駅舎であった。
- 1922年（大正11年）3月10日：山陰本線当駅 - 周布駅間延伸、途中駅となる。
- 1950年（昭和25年）12月1日：老朽化に伴い、駅舎改築工事に着手[5]。
- 1951年（昭和26年）5月8日：鉄筋コンクリート造一部二階建ての二代目駅舎が竣工[5]。
- 1961年（昭和36年）3月1日：寝台急行「出雲」の急行区間を出雲市駅からの当駅まで延長。大社線乗入廃止。
- 1971年（昭和46年）4月20日：全国植樹祭に出席した天皇、皇后が乗車するお召し列車が浜田駅発、松江駅着で運行[6]。
- 1972年（昭和47年）3月15日：当駅終点の寝台急行「出雲」を特急に格上げ。（後の寝台特急「出雲1・4号」）
- 1983年（昭和58年）12月31日：貨物取扱廃止[1]。
- 1985年（昭和60年）3月14日：荷物扱い廃止[1]。
- 1987年（昭和62年）4月1日：国鉄分割民営化に伴い、西日本旅客鉄道（JR西日本）の駅となる[1]。
- 1998年（平成10年）7月10日：寝台特急「出雲1・4号」を東京駅 - 出雲市駅間へ短縮により、当駅までの乗入廃止。
- 2008年（平成20年）6月26日：駅舎改築に伴い仮駅舎使用開始。年末頃に、鉄筋コンクリートの2代目駅舎解体完了。
- 2020年（令和2年）
  - 12月13日：この日をもってみどりの窓口の営業を終了[3]。
  - 12月14日：みどりの券売機プラスを導入[3]。

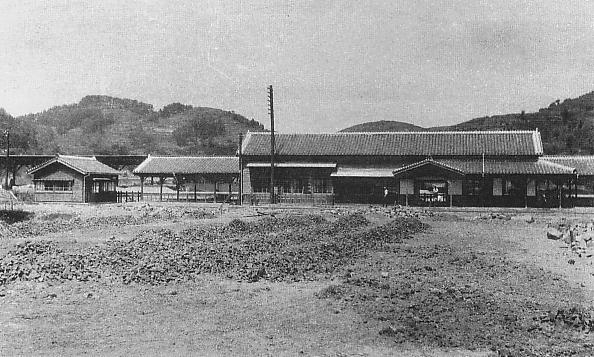
浜田駅舎初代
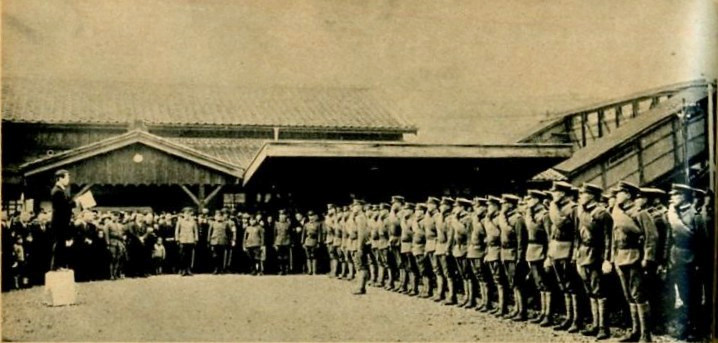
満州事変出征の乃木部隊の一部が帰還、浜田駅前での出迎え風景（1937年3月）
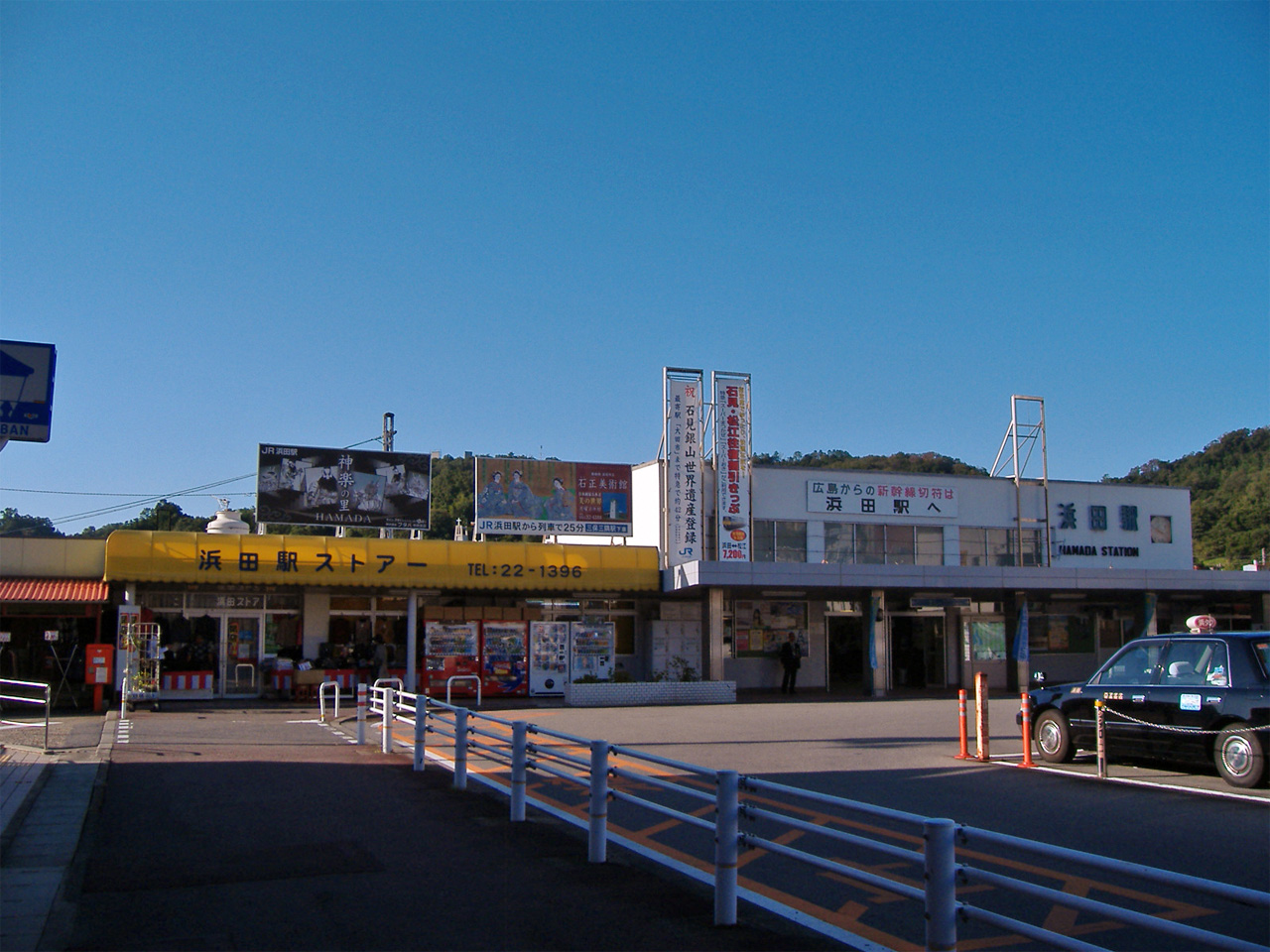
浜田駅舎2代目（2007年10月）
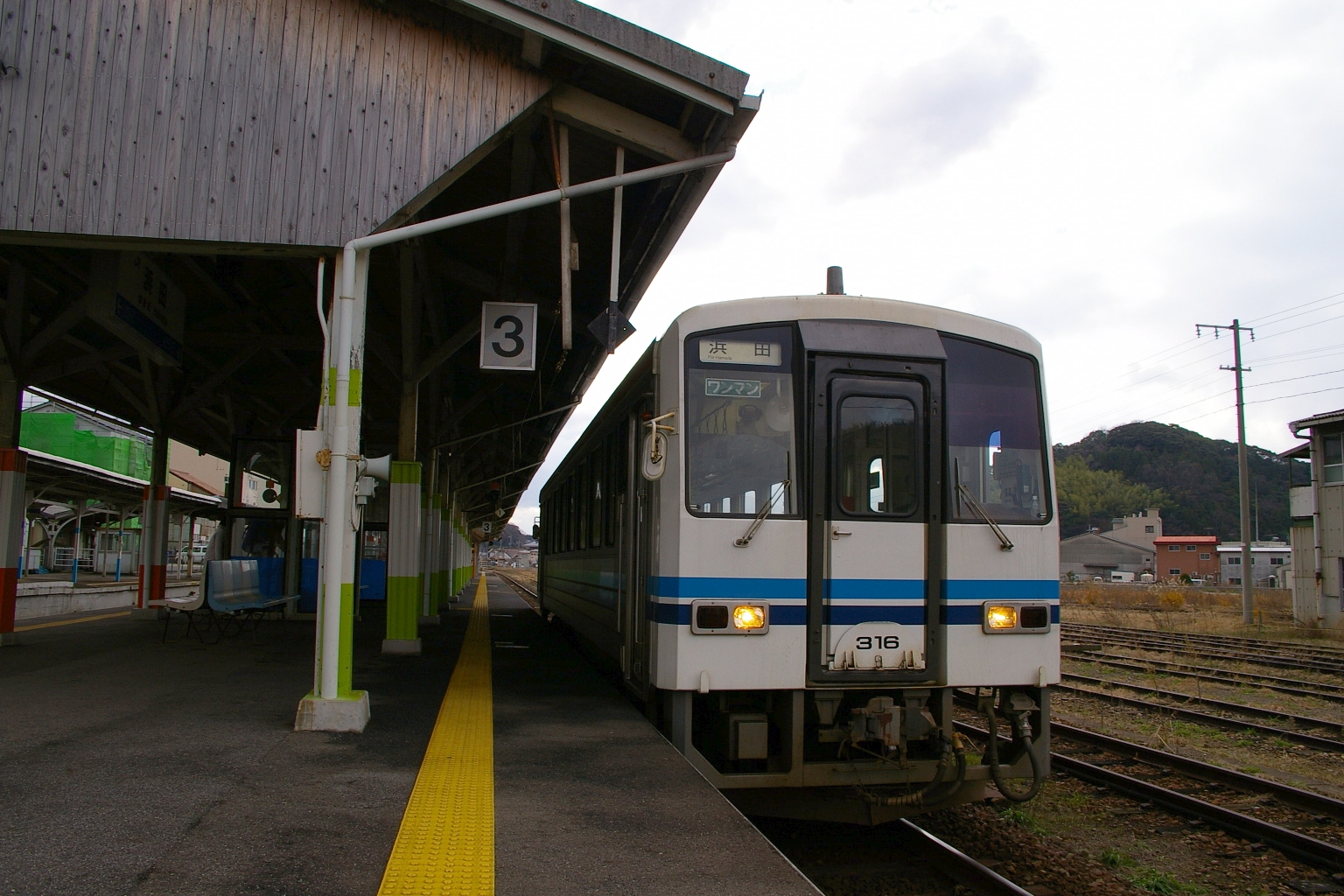
3番線旧ホーム（2006年6月）

## 駅構造
単式・島式ホーム複合型2面3線を有する地上駅。ホームは地上だが改札はホームを跨ぐ橋上に設置されている。ホーム間の連絡は階段と通路を使用する。
直営駅。みどりの券売機プラスが設置されている。

### のりば
| のりば | 路線     | 方向 | 行先             | 備考           |
| ------ | -------- | ---- | ---------------- | -------------- |
| 1      | 山陰本線 | 下り | 益田・新山口方面 |                |
| 2・3   | 山陰本線 | 上り | 出雲市・松江方面 |                |
| 2・3   | 山陰本線 | 下り | 益田方面         | 一部の普通列車 |

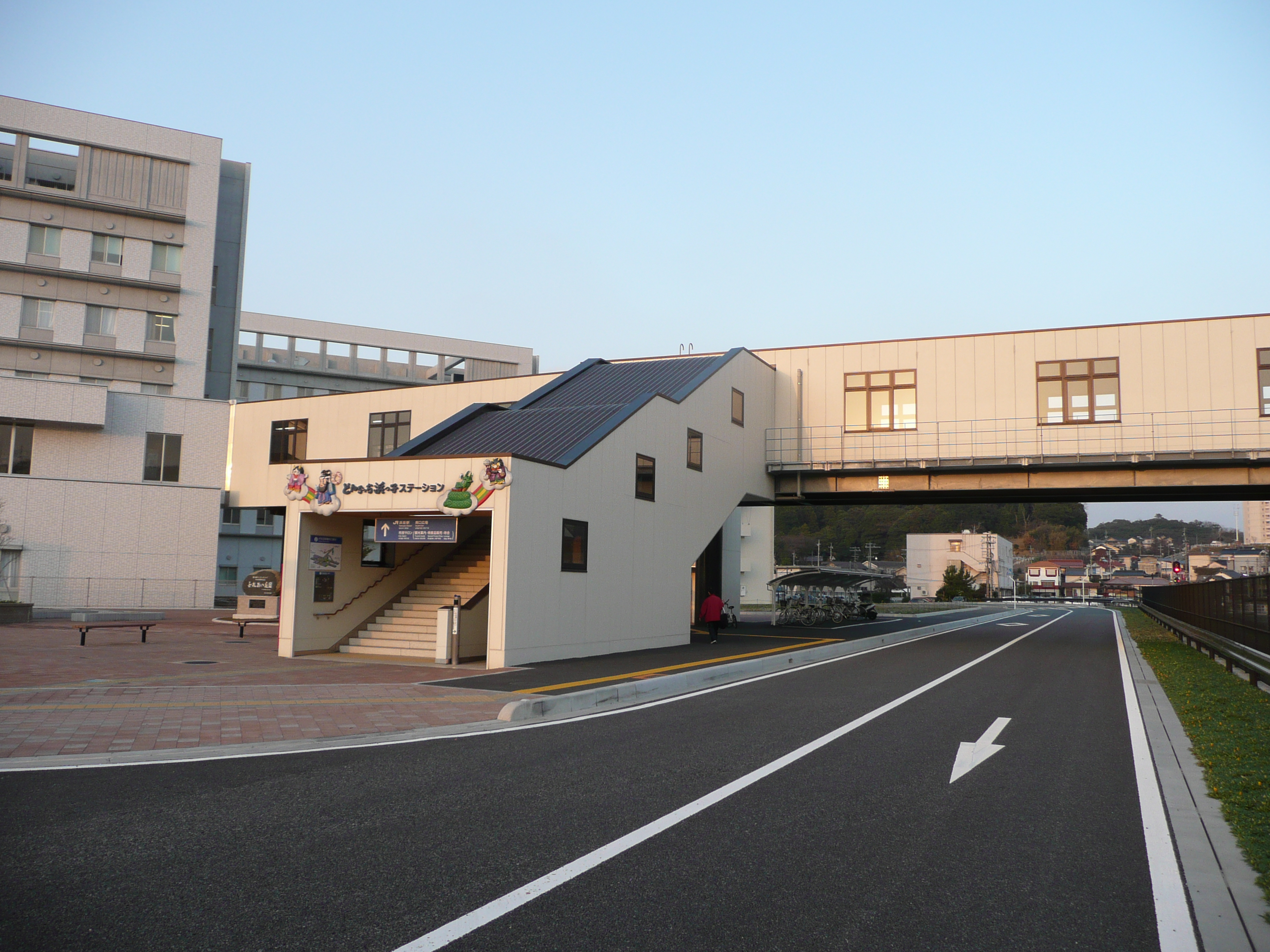
北口（2010年12月）
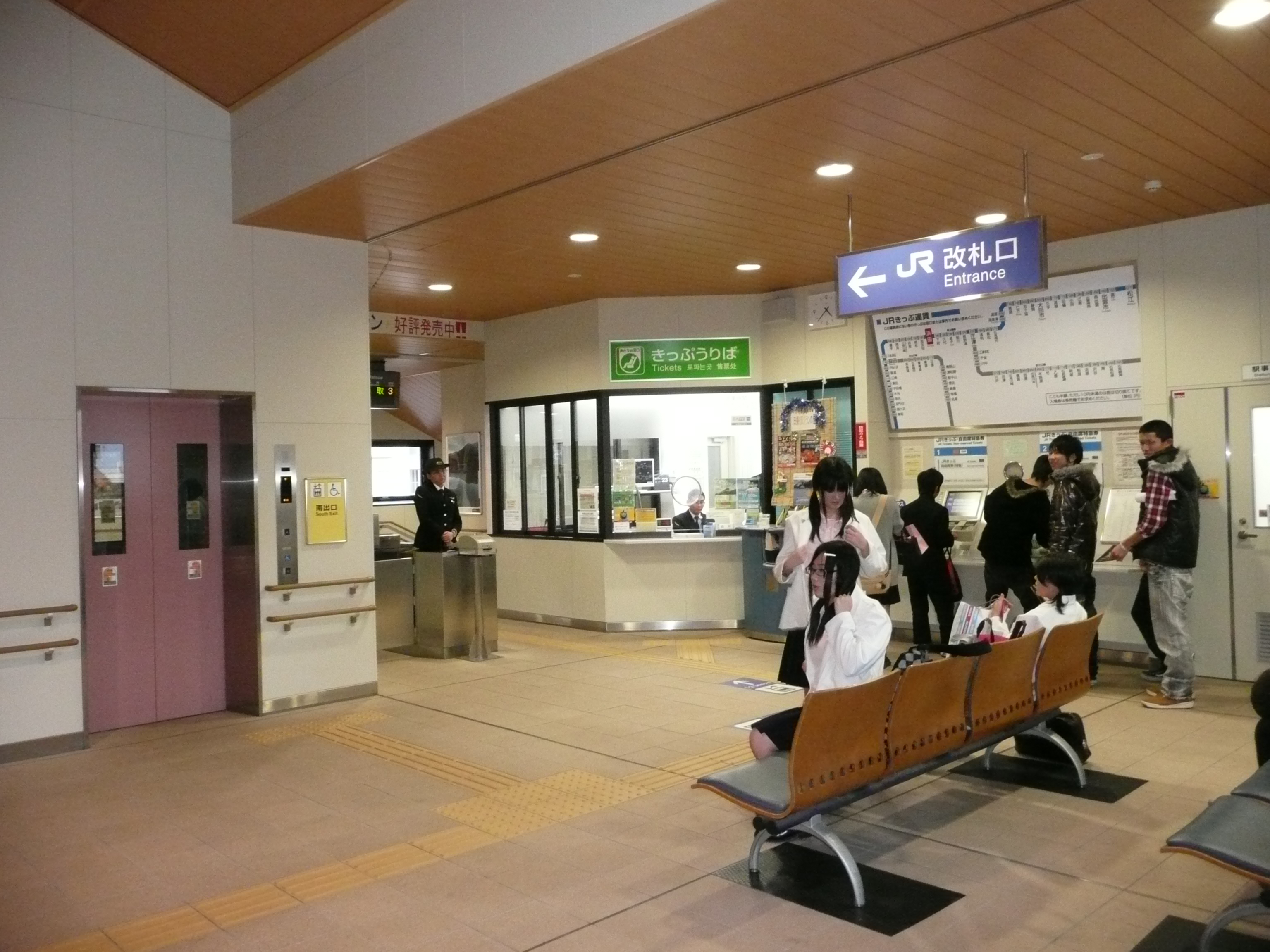
改札口（2010年12月）
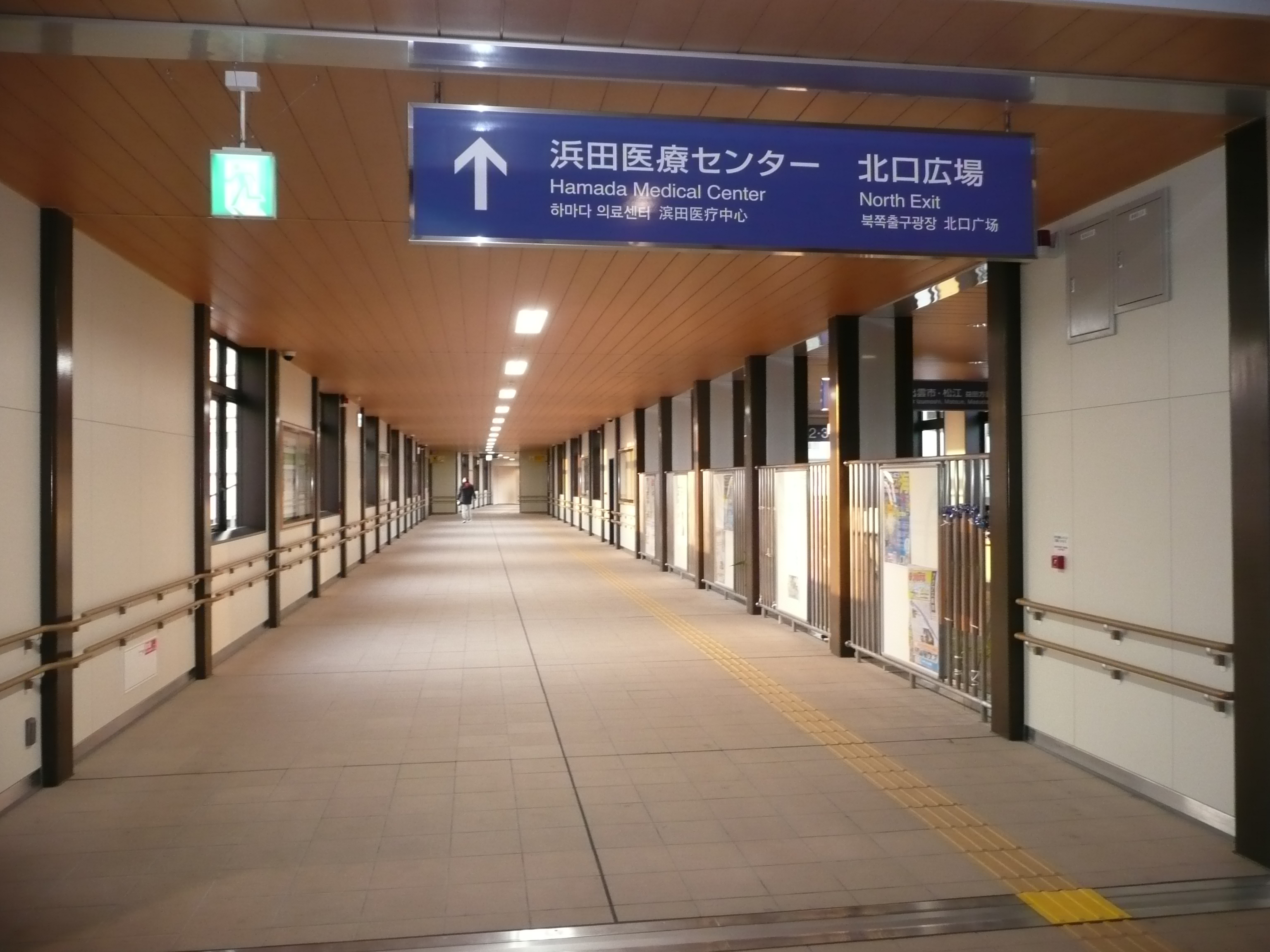
自由通路（2010年12月）
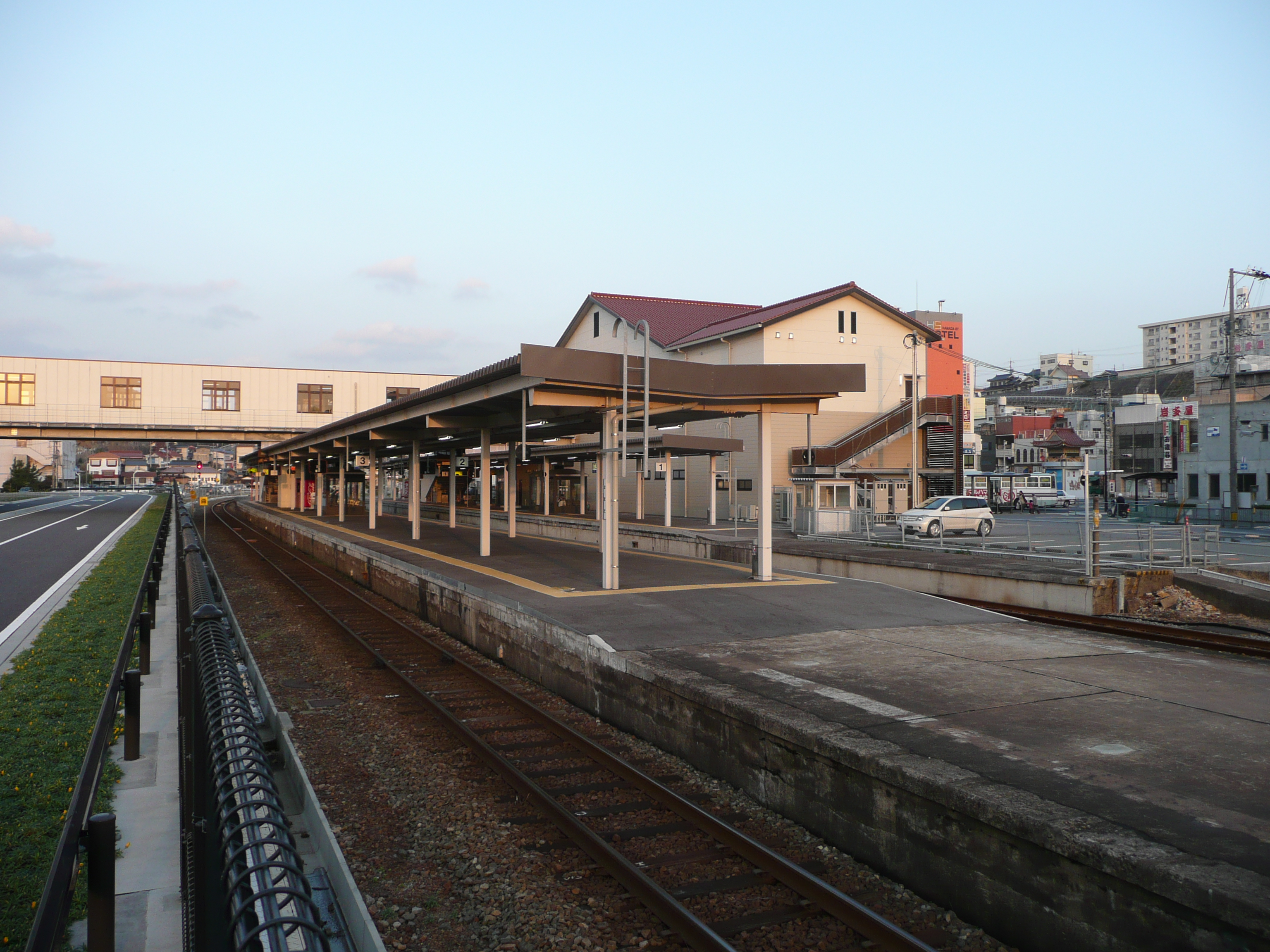
プラットホーム（2010年12月）

### 駅施設
- セブン-イレブン
  - 広島行高速バス切符（片道、往復及び回数券）を販売している。
- 市民サロン
  - 物産品販売コーナーの他、市の行政サービスを行えるコーナーが設置されている。
- 薬局

## 利用状況
2022年度の1日平均乗車人員は584人である。2004年度は1,076人、1994年度は1,479人、1984年度は1,889人であった。
近年の1日平均乗車人員の推移は以下の通り。
| 乗車人員推移 | 乗車人員推移 |
| 年度         | 1日平均人数  |
| ------------ | ------------ |
| 1999         | 1,231        |
| 2000         | 1,238        |
| 2001         | 1,182        |
| 2002         | 1,093        |
| 2003         | 1,069        |
| 2004         | 1,076        |
| 2005         | 1,034        |
| 2006         | 979          |
| 2007         | 960          |
| 2008         | 954          |
| 2009         | 946          |
| 2010         | 901          |
| 2011         | 874          |
| 2012         | 843          |
| 2013         | 827          |
| 2014         | 771          |
| 2015         | 788          |
| 2016         | 761          |
| 2017         | 765          |
| 2018         | 744          |
| 2019         | 690          |
| 2020         | 543          |
| 2021         | 560          |
| 2022         | 584          |

## 駅周辺

### 南口
- 浜田駅前郵便局
- JRバス中国広島支店浜田派出所
- 石見交通浜田駅前案内所
- 石央文化ホール
- 東公園
  - 島根県立石見武道館
  - 島根県立体育館
  - 浜田市陸上競技場
  - 浜田市野球場
- 島根県立浜田高等学校
- 浜田市立第一中学校
- 浜田市立石見小学校
- 山陰合同銀行浜田東出張所
- 山陰中央新報浜田ビル
  - 山陰中央新報浜田総局
  - 石見ケーブルビジョン
- 島根県道208号浜田停車場線
- 島根県道・広島県道5号浜田八重可部線

### 北口
- 国立病院機構浜田医療センター
- 浜田駅裏簡易郵便局（閉鎖中）：日本で唯一「駅裏」を名乗る郵便局。種村直樹の著作で有名に。
- 出雲大社石見分祠
- 浅井神社
- 日本聖公会浜田キリスト教会
- 浜田市立松原小学校
- 浜田城址（亀山）
- 国道9号

## バス路線

### 路線バス
- 石見交通（浜田営業所）
  - 市内循環線
  - 周布線：周布
  - 浜田益田線：益田方面
  - 弥栄線：弥栄方面
  - 長沢・瀬戸ヶ島線：長沢・瀬戸ヶ島方面
  - 大学線：県立大学方面
  - 周布江津線：周布 / 江津方面
  - 波佐線：周布 / 金城・波佐方面
- 浜田市生活路線バス（浜田市営バス）
  - 有福線：有福温泉方面
  - 旭浜田路線：石見今市方面
- 乗合タクシー（リムジンタクシー）
  - 萩・石見空港 - 浜田駅：萩・石見空港リムジンタクシー（Fromハート）[7]

### 高速バス
- 石見交通・阪神バス
  - 津和野エクスプレス（夜行）：大阪
- JRバス中国
  - 浜田道エクスプレス大阪号（昼行）：大阪・京都
- 石見交通・JRバス中国
  - いさりび号（昼行）：広島

## 隣の駅
※特急「スーパーおき」「スーパーまつかぜ」（全列車停車）の隣の停車駅は、各列車の記事を参照。
西日本旅客鉄道（JR西日本）
 山陰本線
下府駅 - 浜田駅 - 西浜田駅

#### 統計資料
1. ↑  “島根県統計書”. しまね統計情報データベース.   島根県政策企画局. 2025年2月3日閲覧。